# Comuna 19 (Cali)
La comuna 19 de Cali está ubicada en el oeste de la ciudad. Limita al norte con las comunas 1, 2, 3 y 9,  al oriente con las comunas 10 y 17, al sur con las comuna 18 y al occidente con la comuna 20 y los corregimientos de los Andes y la Buitrera (zona rural de Cali). Geográficamente esta en el piedemonte del Cerro de Cristo Rey y en su parte sur es atravesada de oeste a este por el río Cañaveralejo.

## Reseña histórica[1]
En 1930 la parte baja de la comuna 19 era un sector de clases socioeconómicas media y alta en el extremo sur de la ciudad, la cual tenía más hacia el sur a la zona rural de Meléndez.
El barrio San Fernando se empezó a gestionar y construir en la parte sur de la comuna desde antes de 1930. Fue inicialmente habitado por personas de clase alta incluyendo inmigrantes suizos, alemanes y españoles. El club deportivo San Fernando se fundó desde los inicios del barrio y fue por muchos años uno de los centros sociales más exclusivos de la ciudad.
El estadio de San Fernando se empezó a construir en la década de 1940, y tras posteriores actualizaciones sirvió como escenario principal en los VI juegos Panamericanos de Cali en 1971.  
En la década de 1950 también se empezó a construir el Hospital Universitario del Valle Evaristo García, que es el mayor hospital del Suroccidente colombiano.
El barrio los Cámbulos se empezó a desarrollar en 1960 y habitado en sus inicios por empleados del Municipio de Cali quienes conformaron la Cooperativa de Habitaciones de los Empleados Municipales de Cali Ltda.

## Barrios

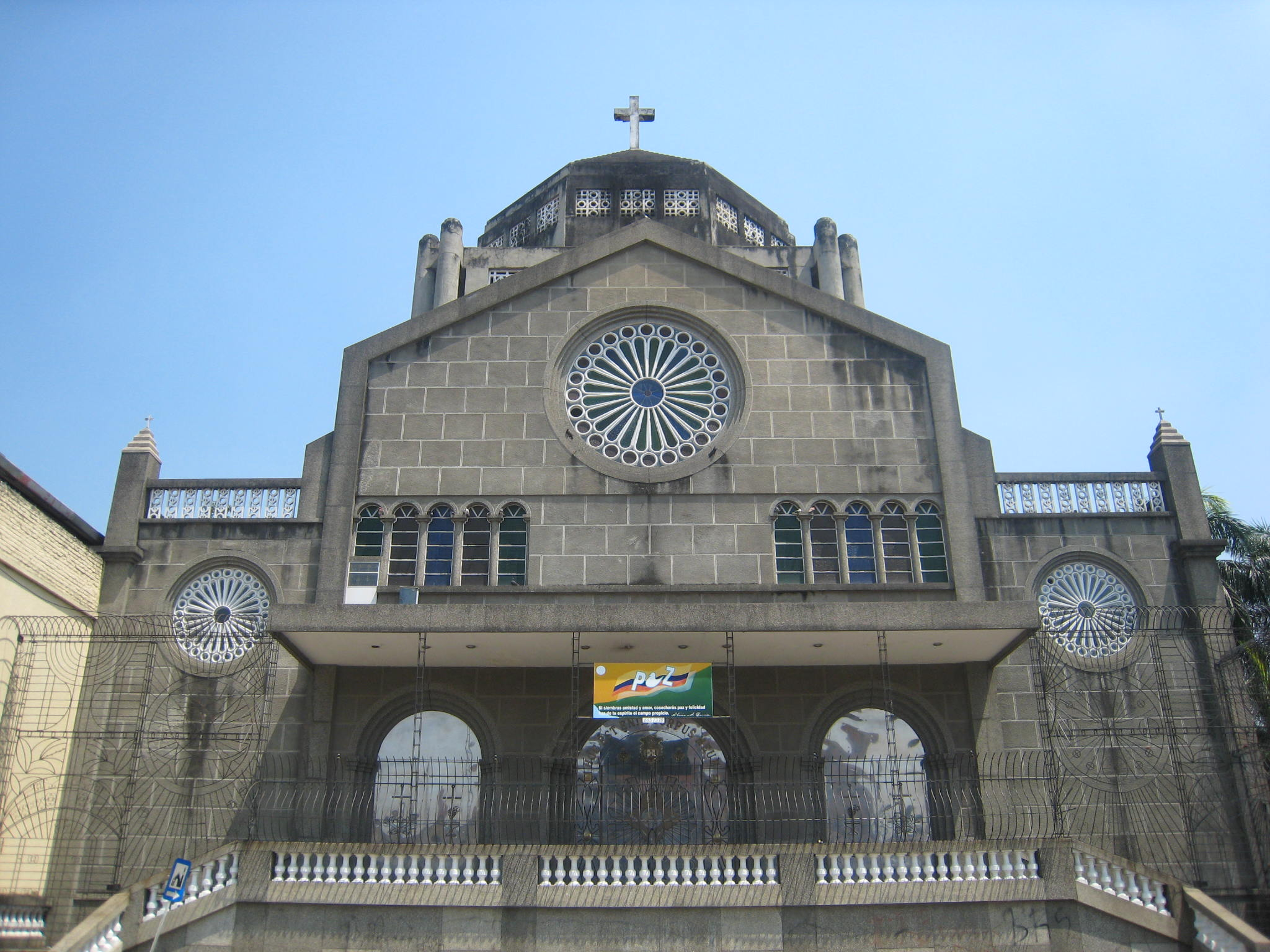
Iglesia El Templete

La comuna 19 está constituida por 33 barrios y sectores. Estos son:
| - El Refugio - La Cascada - El Lido - Urbanización Tequendama - Eucarístico - San Fernando Nuevo - Urbanización Nueva Granada - Santa Isabel - Bellavista - San Fernando Viejo - Miraflores - 3 de Julio - El Cedro - Champagnat | - Urbanización Colseguros - Los Cámbulos - El Mortiñal - El Templete - Urbanización Militar - Cuarto de Legua-Guadalupe - Santa Bárbara - Tejares-Cristales - Unidad Residencial Santiago de Cali - Unidad Residencial El Coliseo - Nueva Tequendama - Cañaveralejo-Seguros Patria | - Camino Real - Joaquín Borrero Sinisterra - Los Fundadores - Pampalinda - Sector Cañaveralejo - Guadalupe - Unidad Residencial Riberas del Río - Sector La Sirena - Sector Bosque Municipal - Unidad Deportiva Alberto Galindo-Plaza de Toros. |